# Lijst van spelers van Atlanta United FC
Deze lijst omvat voetballers die bij de Amerikaanse voetbalclub Atlanta United FC spelen of gespeeld hebben. De spelers zijn alfabetisch gerangschikt.

## A
- Mo Adams
- Thiago Almada
- Miguel Almirón
- Osvaldo Alonso
- Mikey Ambrose
- Luiz Araújo
- Yamil Asad

## B
- Ezequiel Barco
- George Bello
- Mark Bloom
- Bobby Boswell

## C
- George Campbell
- Andrew Carleton
- Carlos Carmona
- Edgar Castillo
- Manuel Castro
- Machop Chol
- Paul Christensen
- Ronaldo Cisneros
- Jackson Conway

## D
- Alex DeJohn
- Jürgen Damm
- Dom Dwyer

## E
- Franco Escobar

## F
- Alan Franco

## G
- Jon Gallagher
- Greg Garza
- Giorgos Giakoumakis
- Leandro González Pírez
- Chris Goslin
- Julian Gressel
- Jack Gurr
- Andrew Gutman
- Brad Guzan

## H
- Harrison Heath
- José Hernández
- Ronald Hernández
- Emerson Hyndman

## I
- Franco Ibarra

## J
- Adam Jahn
- Kenwyne Jones

## K
- Alec Kann
- Kevin Kratz
- Lagos Kunga

## L
- Jeff Larentowicz
- Brooks Lennon
- Erik López
- Lisandro López
- Zach Loyd

## M
- Gonzalo Martínez
- Josef Martínez
- Chris McCann
- Aiden McFadden
- Tyrone Mears
- Justin Meram
- Fernando Meza
- Marcelino Moreno
- Jake Mulraney

## N
- Darlington Nagbe
- Luiz Fernando Nascimento

## P
- Michael Parkhurst
- Dion Pereira
- Jacob Peterson
- Florentin Pogba

## R
- Eric Remedi
- Kyle Reynish
- Rocco Ríos Novo
- Miles Robinson
- Matheus Rossetto

## S
- Amar Sejdić
- Brek Shea
- Bobby Shuttleworth
- Santiago Sosa

## T
- Alex Tabakis
- Erick Torres Padilla

## V
- Brandon Vázquez
- Héctor Villalba

## W
- Anton Walkes
- Andrew Wheeler-Omiunu
- Caleb Wiley
- JJ Williams
- Romario Williams
- Tyler Wolff
- Laurence Wyke

## Z
- Sal Zizzo